# Bone Thugs-n-Harmony
Bone Thugs-n-Harmony é um grupo de rap dos Estados Unidos, formado por Krayzie Bone (Anthony Henderson), Layzie Bone (Steven Howse), Bizzy Bone (Bryon Anthony McCane II), Wish Bone (Charles C. Scruggs) e Flesh n Bone (Stanley Howse) em Cleveland, Ohio em 1991. É conhecido pelo seu estilo de rap harmonizado com os vocais. Em 1997, o grupo ganhou o Grammy Award pelo melhor desempenho de rap, com sua canção "Tha Crossroads". Desde sua criação nos anos 1990, o grupo foi honrado com outras numerosas premiações.

## História

### O início
O grupo começou em 1987 com o nome de "The Band Aid Boys", formado por Layzie Bone, Krayzie Bone, Flesh-n-Bone (irmão de Layzie) e K-Chill. Usaram todo o dinheiro que tinham para fazer uma fita demo, porém não tiveram reconhecimento nenhum.
K-Chill abandonou o grupo e no lugar dele entraram Bizzy Bone e Wish Bone (primo de Layzie e Flesh). Em 1993 eles lançaram o seu primeiro álbum com o nome Faces of Death mas não foi muito conhecido. O grupo mudou algumas vezes de nome até se tornar Bone Thugs-n-Harmony.

### Ajuda de Eazy-E
Krayzie Bone decidiu que o grupo precisava de um padrinho, alguém que pudesse dar um empurrão ao Bone Thugs. Ele escolheu o rapper Eazy-E, líder do maior grupo de rap da época, o N.W.A. Em 1993 Eazy-E estava em Los Angeles fazendo shows. Os Bones juntaram todo o dinheiro e compraram passagens para lá, na esperança de falar com Eazy. Não conseguiram o tal encontro, mas conseguiram falar com ele pelo telefone, Krayzie Bone, a pedido de Eazy-E, cantou um verso pelo telefone mesmo, Eazy-E ficou impressionado com o talento, mas mesmo assim não chegaram a fazer qualquer tipo de acordo.
Depois de um certo tempo, Eazy-E foi fazer um show em Cleveland, então os Bone Thugs voltaram a sua cidade natal, e desta vez não poderiam deixar a chance escapar. E eles conseguiram, fizeram o acordo e se tornaram um grupo da Ruthless Records, gravadora que pertencia à Eazy-E.

### 1994 - 2002
Os Bone Thugs foram a Los Angeles para gravarem o seu mais novo álbum bancado por Eazy-E chamado Creepin on ah Come Up que foi lançado em 21 de junho de 1994. Sucesso total que repercutiu mundialmente, este álbum rendeu ao grupo dois singles e dois videoclipes, "Thuggish Ruggish Bone" e "Foe tha Love of $", com participação especial de Eazy-E. Na época este álbum vendeu mais de três milhões de cópias e o primeiro lugar disparado da Billboard.
Mas nem tudo foi como o grupo queria, em 26 de março de 1995 o mentor do grupo, Eazy-E, morreu devido à complicações do vírus HIV. Em 25 de julho do mesmo ano o grupo lança seu mais novo álbum, intitulado E 1999 Eternal, homenageando seu mentor e outras pessoas que morreram, na canção "Crossroad". East 1999 Eternal foi um marco em toda a música vendendo mais de cinco milhões de cópias (hoje está em mais de 12 milhões de cópias vendidas).
"Crossroad" rendeu ao Bone Thugs-n-Harmony um Grammy e fez com que o grupo entrasse para a história ao quebrar um recorde de 32 anos da canção "Can't Buy Me Love" de 1964, dos Beatles, pelo single que subiu mais rápido nas paradas de todo o mundo. No ano de 1997 o grupo lançou o álbum The Art of War, cuja canção "Thug Luv" em parceria com Tupac Shakur tornou-se um clássico do álbum e do grupo. The Art of War vendeu 394 mil unidades em sua primeira semana de lançamento. Em 2000 sai BTNHResurrection, primeiro álbum do grupo lançado sem Flesh-n-Bone. Neste mesmo ano, Flesh-n-Bone foi preso e sentenciado a 11 anos de prisão por ameaçar um amigo com uma AK-47. Em 29 de outubro de 2002 é lançado o álbum Thug World Order.

### O grupo hoje
No ano de 2005, Bizzy Bone por vários motivos foi expulso do grupo, principalmente por causa das drogas e álcool. No ano seguinte, saiu o álbum Thug Stories, lançado pela gravadora Koch Records. Em 2008, Bizzy lançou seu terceiro álbum solo, intitulado A Song for You. Em 8 de maio de 2007 é lançado o álbum Strength & Loyalty.
No dia 13 de julho de 2008 Flesh-n-Bone saiu da prisão. O grupo se reuniu com todos os membros em Los Angeles para um show de reunião. Bizzy Bone lançou seu mais novo trabalho, intitualado Back with the Thugz, e Krayzie Bone lançou uma mixtape de nome The Fixtape Vol. 2: Just One Mo' Hit, que conta com as participações de Keyshia Cole e Kevin Federline.
Lançaram em 2010 o álbum, Uni-5: The World's Enemy, com os cinco integrantes reunidos. Foi lançado pela sua própria gravadora, BTNH Worldwide, com distribuição pela Warner Bros. O primeiro single, "See Me Shine", foi lançado em 20 de outubro de 2009, e o segundo chamado "Rebirth" foi lançado em 16 de fevereiro de 2010 juntamente com o seu videoclipe. Um terceiro single, "Meet Me in the Sky ", foi lançado em 22 de março. Uni-5: The World's Enemy foi lançado em 4 de maio de 2010.

## Discografia

### Álbuns de estúdio
- 1993 - Faces of Death (como B.O.N.E. Enterpri$e)
- 1994 - Creepin on ah Come Up
- 1995 - E 1999 Eternal
- 1997 - The Art of War
- 2000 - BTNHResurrection
- 2002 - Thug World Order
- 2006 - Thug Stories
- 2007 - Strength & Loyalty
- 2010 - Uni5: The World's Enemy
- 2013 - Art of War: World War III

### Coletâneas
- 1998 - The Collection Volume One
- 2000 - The Collection: Volume Two
- 2004 - Greatest Hits
- 2005 - Greatest Hits (Chopped & Screwed)
- 2007 - T.H.U.G.S.

### Álbuns de internet
- 2005 - Bone 4 Life

### Singles
| Ano  | Título                                                      | Posições nas paradas | Posições nas paradas | Posições nas paradas | Posições nas paradas | Posições nas paradas | Álbum                    |
| Ano  | Título                                                      | Hot 100              | Hot R&B/Hip-Hop      | Hot Rap              | UK Singles           | RIANZ                | Álbum                    |
| ---- | ----------------------------------------------------------- | -------------------- | -------------------- | -------------------- | -------------------- | -------------------- | ------------------------ |
| 1994 | Thuggish Ruggish Bone feat. Shatasha Williams               | 22                   | 17                   | 2                    | 3                    | 7                    | Creepin on ah Come Up    |
| 1995 | Foe Tha Love Of $ feat. Eazy-E                              | 41                   | 33                   | 4                    | 8                    | 23                   | Creepin on ah Come Up    |
| 1995 | 1st f tha Month                                             | 14                   | 12                   | 4                    | 2                    | 1                    | E. 1999 Eternal          |
| 1996 | East 1999                                                   | 62                   | 39                   | 8                    | —                    | —                    | E. 1999 Eternal          |
| 1996 | Tha Crossroads                                              | 1                    | 1                    | 1                    | 1                    | 1                    | E. 1999 Eternal          |
| 1997 | Look Into My Eyes                                           | 4                    | 4                    | 2                    | 4                    | 2                    | The Art of War           |
| 1997 | If I Could Teach The World                                  | 27                   | 20                   | 3                    | 7                    | 9                    | The Art of War           |
| 2000 | Resurrection (Paper, Paper)                                 | —                    | 52                   | —                    | —                    | —                    | BTNHResurrection         |
| 2000 | Can't Give It Up                                            | —                    | —                    | —                    | —                    | —                    | BTNHResurrection         |
| 2000 | Change the World feat. Big B                                | —                    | —                    | —                    | —                    | 31                   | BTNHResurrection         |
| 2002 | Get Up & Get it feat. 3LW & Felecia                         | —                    | —                    | —                    | —                    | —                    | Thug World Order         |
| 2002 | Money, Money                                                | —                    | —                    | —                    | —                    | —                    | Thug World Order         |
| 2003 | Home feat. Phil Collins                                     | —                    | 93                   | —                    | 19                   | 6                    | Thug World Order         |
| 2006 | Fire                                                        | —                    | —                    | —                    | —                    | —                    | Thug Stories             |
| 2006 | Don't Stop                                                  | —                    | —                    | —                    | —                    | —                    | Thug Stories             |
| 2007 | I Tried Tried feat. Akon                                    | 6                    | 45                   | 6                    | 69                   | 4                    | Strength & Loyalty       |
| 2007 | Lil' L.O.V.E. feat. Mariah Carey & Bow Wow                  | 117                  | 66                   | 24                   | —                    | 6                    | Strength & Loyalty       |
| 2009 | See Me Shine feat. Lyfe Jennings, Jay Rush & Phaedra Butler | —                    | —                    | —                    | —                    | —                    | Uni-5: The World's Enemy |
| 2010 | Rebirth feat. Thin-C                                        | —                    | —                    | —                    | —                    | —                    | Uni-5: The World's Enemy |
| 2010 | "Meet Me in the Sky" feat. K-Young                          | —                    | —                    | —                    | —                    | —                    | Uni-5: The World's Enemy |

2015 - More Than Thugs

### Trilhas sonoras
- 1995 - Everyday Thang - The Show (Trilha sonora original)
- 1996 - Shoot 'Em Up - The Great White Hype (TSO)
- 1996 - Days Of Our Livez - Set it Off (TSO)
- 1997 - Look Into My Eyes - Batman & Robin (TSO)
- 1998 - War" - Small Soldiers (TSO)
- 1998 - Hook It Up  - I Got the Hook Up! (TSO)
- 2000 - Thug Music Plays On - Down to Earth (TSO)
- 2005 - Take The Lead (Wanna Ride) - Take the Lead (TSO)
- 2006 - This Ain't a Game - Waist Deep (TSO)
- 2008 - Tha Crossroads - Pineapple Express (TSO)
- 2009 - Notorious Thugs - Notorious (TSO)

## Videoclipes
- 1994 - Thuggish Ruggish Bone
- 1994 - Foe Tha Love Of $" feat. Eazy-E
- 1995 - 1st of tha Month
- 1995 - Buddah Lovaz
- 1995 - East 1999
- 1996 - Tha Crossroads
- 1996 - Days Of Our Livez
- 1997 - Look Into My Eyes
- 1997 - If I Could Teach The World
- 1998 - War
- 1998 - BNK
- 2000 - Resurrection (Paper, Paper)
- 2000 - Change The World feat. Big B
- 2000 - Can't Give It Up
- 2000 - Weed Song
- 2002 - Money, Money
- 2003 - Home feat. Phil Collins
- 2005 - Hip Hop Baby
- 2006 - Intro/Fire
- 2007 - I Tried feat. Akon
- 2007 - Lil L.O.V.E. feat. Mariah Carey, Bow Wow & JD
- 2007 - Young Thugs
- 2009 - D.O.A (remix)
- 2010 - Rebirth
- 2010 - Meet Me In The Sky feat. K-Young
- 2010 - See Me Shine
- 2010 - Determination
- 2013 - Everything 100 feat. Ty Dolla$ign e Cypher
- 2015 - More Than Thugs
- 2016:Paz em meio ao Caos ft RZO(grupo de rap brasileiro)

## Prêmios e indicações
Grammy Award
- 1996: Melhor Álbum de Rap: E. 1999 Eternal - indicado
- 1996: Melhor Performance de Rap por Duo ou Grupo: "1st of tha Month" - indicado
- 1997: Melhor Performance de Rap por Duo ou Grupo: "Tha Crossroads" - vencedor

American Music Awards
- 1996: Artista Favorito de Rap/Hip-Hop - indicado
- 1997: Artista Favorito de Rap/Hip-Hop - vencedor
- 1998: Artista Favorito de Rap/Hip-Hop - vencedor
- 2007: Banda, Duo ou Grupo Favorito de Rap/Hip-Hop" - vencedor

MTV Video Music Awards
- 1996: Melhor Efeitos Especiais: "Tha Crossroads" - indicado
- 1996: Escolha do Público: "Tha Crossroads" - indicado
- 1996: Vídeo do Ano: "Tha Crossroads" - indicado
- 1996: Melhor Vídeo de Grupo: "Tha Crossroads" - indicado